# بازاگیز
بازاگیز (به فرانسوی: Bazaiges) یک کمون در فرانسه است که در اندر واقع شده‌است. بازاگیز ۱۸٫۳۷ کیلومتر مربع مساحت و ۲۲۸ نفر جمعیت دارد و ۲۶۵ متر بالاتر از سطح دریا واقع شده‌است.